# Vicuña (kommun)
Vicuña är en kommun i Chile.   Den ligger i provinsen Provincia de Elqui och regionen Región de Coquimbo, i den centrala delen av landet, 400 km norr om huvudstaden Santiago de Chile.
Omgivningarna runt Vicuña är i huvudsak ett öppet busklandskap. Runt Vicuña är det mycket glesbefolkat, med 4 invånare per kvadratkilometer.